# تكتوالت (أفلا أو كنس آيت وانكيضا)
تكتوالت هو دُوَّار يقع بجماعة إد أو ڭوڭمار، إقليم تيزنيت، جهة سوس ماسة في المملكة المغربية. ينتمي الدوّار لمشيخة أفلا أو كنس آيت وانكيضا التي تضم 34 دوار. يقدر عدد سكانه بـ 162 نسمة حسب الإحصاء الرسمي للسكان والسكنى لسنة 2004.

## روابط خارجية
- البوابة الوطنية للجماعات الترابية نسخة محفوظة 12 مارس 2018 على موقع واي باك مشين.
- المندوبية السامية للتخطيط